# Bitwa pod Mook
Bitwa pod Mook, zw. także bitwą pod Mookerheyde w pobliżu wioski Mook – starcie zbrojne, które miało miejsce 14 kwietnia 1574 r. w trakcie wojny niderlandzko-hiszpańskiej (1572–1576) toczonej w ramach wojny osiemdziesięcioletniej.
W starciu udział wzięła 11-tysięczna niemiecko-francuska armia protestancka, która przyszła na pomoc Lejdzie oblężonej przez Hiszpanów pod wodzą Luisa de Zúñigi.
Bitwa rozpoczęła się od zaczepnych ataków hiszpańskich, na które odpowiedzią był atak jazdy Holenderów. Rajtarzy niderlandzcy natarli na lewe skrzydło Hiszpanów i zaatakowali oddział konnych arkebuzerów, stosując szyk karakolu. Po przełamaniu linii arkebuzerów, Holendrzy natknęli się na drugą linię hiszpańską składającą się z konnych kopijników, którzy gwałtownie natarli na rajtarów, rozbijając całkowicie ich oddziały. 
W bitwie protestanci ponieśli klęskę a stojący na czele armii bracia Ludwik i Henryk von Nassau zginęli. Zwycięstwo to pozwoliło Hiszpanom na zajęcie całej Zelandii w roku 1575 i oderwanie jej od Holandii.